# Torres-Strait-Insulaner

Die Flagge der Torres-Strait-Insulaner

Die Torres-Strait-Insulaner sind die indigene Bevölkerung der Torres-Strait-Inseln vor Queensland in Australien. Viele von ihnen leben inzwischen auf dem australischen Kontinent. Sie haben eine melanesische Kultur und sind nicht mit den Aborigines verwandt.

## Bevölkerung
Es gibt derzeit etwa 6000 Torres-Strait-Insulaner, die in der Umgebung der Torres-Straße leben, dazu kommen 37.000 weitere, die größtenteils im Norden Queenslands (Stand 2015), beispielsweise in Townsville oder Cairns, leben.
Auf den etwa 100 Inseln in der Torres Strait, von denen 17 von 20 Gemeinschaften bewohnt werden, hat jede Gemeinschaft ihr eigenes Council.

## Entwicklung vor der britischen Kolonisation
Die Torres-Strait-Insulaner sind ein Volk von Seefahrern und betreiben Handel mit den Einwohnern von Papua-Neuguinea. Im Gegensatz zu den auf dem australischen Festland lebenden Aborigines betreiben die Torres-Strait-Insulaner auch intensiven traditionellen Gartenbau, welchen sie durch Jagen und Sammeln ergänzen. Zudem kannten sie Einbaum-Boote sowie Pfeil und Bogen, Technologien, die vor der Ankunft der Europäer in Australien ebenfalls unbekannt waren.

## Sprache
Die Insulaner sprechen zwei verschiedene Sprachen. Auf den östlich gelegenen Inseln Darnley Island, Murray Island und Stephens Island wird Meriam Mir gesprochen und auf den westlich und zentral gelegenen Inseln wird entweder Kala Lagaw Ya oder Kala Kawa Ya, beide jeweils ein Dialekt der gemeinsamen Sprache.
Seit der europäischen Besiedlung war Kreol verbreitet und im 19. Jahrhundert verbreitete sich die Sprache Pidginenglisch des südwestlichen Pazifiks und ist nun auf den Inseln verbreitet.

## Kultur und Wirtschaft

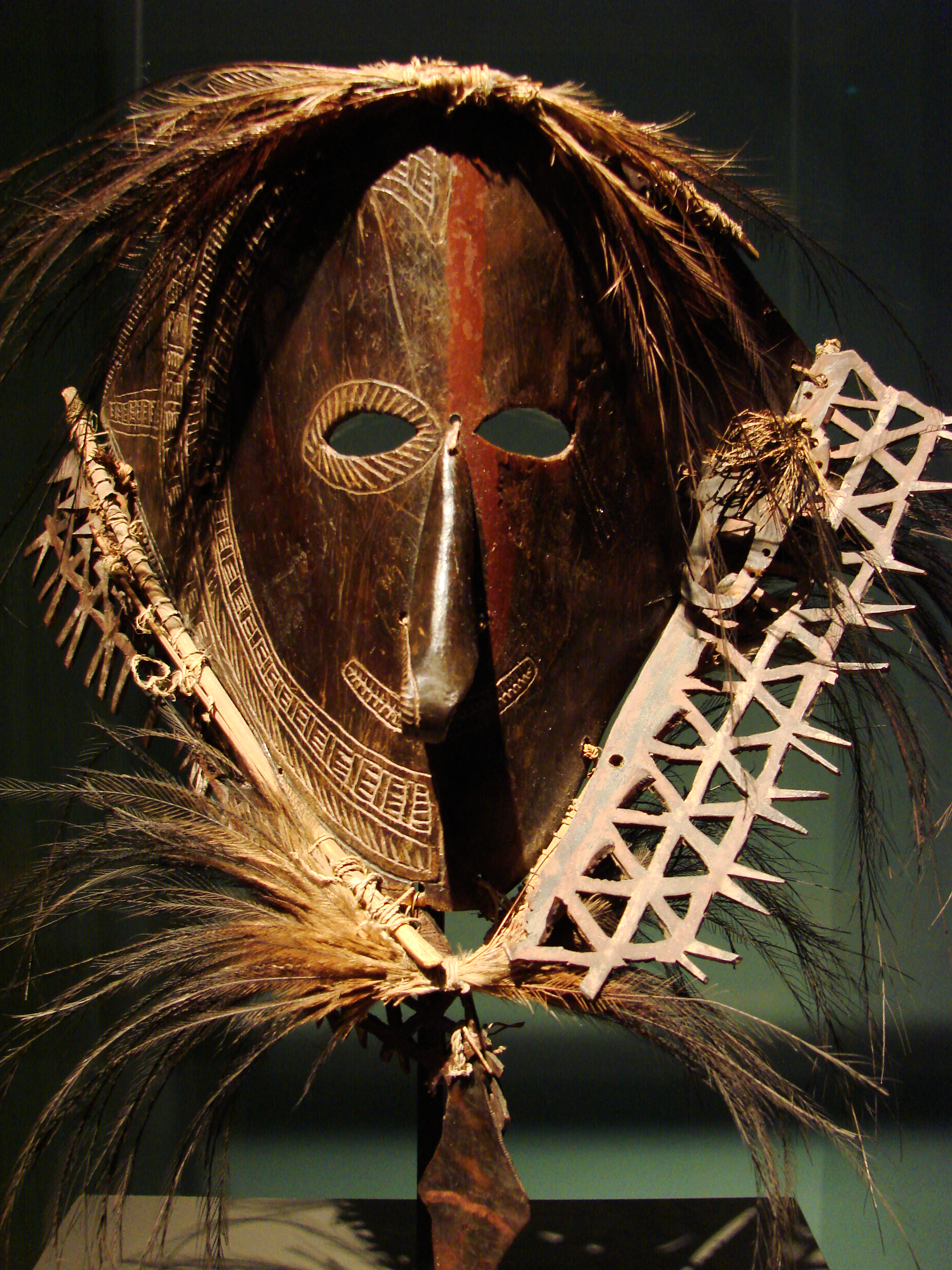
Rituelle Gesichtsmaske aus den Torres-Strait-Inseln, 19. Jahrhundert

Die Torres-Strait-Insulaner lieferten auch einen bedeutenden Beitrag zur Kunst und Kultur, aber auch zur wirtschaftlichen Entwicklung Australiens durch den Eisenbahnbau und die Zuckerindustrie.
In der Torres Strait wurde vor allem nach Perlmutt gefischt, das zur Herstellung von Knöpfen, Essbestecken, Kämmen, Produkten im Juweliergewerbe und als Möbeleinlagen in den USA und Großbritannien verwendet wurde. Diese Fischerei in der Torres Strait war derart erfolgreich, dass weltweit die Hälfte aller Produkte aus Muscheln von dorther kam. In der Torres Strait waren im Jahr 1886 etwa die Hälfte der Perlenfischer Nicht-Insulaner.

## Landrechte
Der wohl bekannteste Torres-Strait-Insulaner ist Eddie Mabo, der in die Geschichte einging, als er in den 1990er Jahren die Gewährung von Landrechten für alle indigenen Australier erreichte (siehe Mabo v. Queensland (No. 2)). Damit wurde das bis dahin dominierende Rechtsprinzip von Terra Nullius obsolet.

## Bekannte Torres-Strait-Insulaner
Die Sängerin und Schauspielerin Christine Anu kann auf viele erfolgreiche Albumveröffentlichungen verweisen. International machte sie unter anderem durch ihre Teilnahme an der Abschlussveranstaltung der Olympischen Spiele 2000, wo sie das Lied My Island Home vortrug, und 2001 durch ihre Rolle im von Baz Luhrmann produzierten Musical Moulin Rouge, das einen Oscar gewann, auf sich aufmerksam. Zudem gewann sie Preise der nationalen Musikindustrieorganisationen APRA und ARIA.
Der 1929 auf Thursday Island geborene Henry „Seaman“ Dan veröffentlichte 2000 seine erste CD. 2004 wurde ihm von der ARIA ein Preis für das beste Weltmusik-Album verliehen. Er hat sich mittlerweile eine Reputation erworben, die über Australien hinausgeht.
Wendell Sailor, Sam Thaiday und Brent Webb sind Rugby-League-Nationalspieler. Sailor erwarb sich auch im Rugby-Union-Code Verdienste. Brent Webb, der derzeit in England für die Mannschaft aus Leeds spielt, trat übrigens für die Nationalmannschaft von Neuseeland an.